# اوبولاند
اوبولاند (فنلاندی: Turunmaa) یک ناحیه در مجمع الجزایر منطقه جنوب غرب فنلاند است.
جمعیت این ناحیه ۲۲۷۷۴ نفر (۲۰۰۴) است که ۶۳٫۶ درصد آن سوئدی زبان هستند. این ناحیه به همراه اوستروبوتنیاساحلی، جنوب اوسیما، و جزایر الند از مراکز عمده سوئدی زبان در فنلاند است.
شهرداری‌های مجمع الجزایر در ۱ ژانویه ۲۰۰۹ ادغام شدند و دو شهرداری جدید پارگاس و کیمی‌توانرا تشکیل دادند.
جاده کمربندی مجمع الجزایر (سوئدی: Skärgårdens Ringväg , فنلاندی: Saariston Rengastie) شهرداری‌ها را از طریق پل و فرابر به هم وصل می‌کند. تریستان پارکر، روزنامه‌نگار گاردین ، در ۲۹ ژوئیه ۲۰۲۱ مقاله‌ای در مورد ستایش مجمع‌الجزایر تورکو نوشت و اشاره کرد که «هیچ جا جادوی ملایم یا حیات وحش آنها» را ندارد.

## شهرداری‌ها
| نشان ملی             | شهرداری            |
| -------------------- | ------------------ |
| Kemiönsaaren vaakuna | کیمی‌توان (شهرداری) |
| Paraisten vaakuna    | پارگاس (شهر)       |